# Sejnane (pel·lícula)
Sejnane (àrab: سجنان, Sajnān) és una pel·lícula tunisiana dirigida el 1973 per Abdellatif Ben Ammar. Va guanyar el Tanit de plata a la millor pel·lícula al Festival de Cinema de Cartago el 1974.

## Sinopsi
Els fets de la pel·lícula tenen lloc el 1952: un jove es troba dividit entre la seva vida sentimental (la relació amb la filla del seu patró, que està a punt de casar-se amb un altre) i les seves posicions polítiques de rebel·lió contra la colonització.

## Repartiment
- Noureddine Mahfoudh
- Abdellatif Hamrouni
- Bchira Chrif
- Jamil Joudi
- Moheddine M'rad
- Mouna Noureddine
- Noureddine Kasbaoui
- Marcel Subtil
- Ensaf Cherif
- Jamila Ourabi
- Mounira Attia
- Ahmed Snoussi
- Issa Harrath
- Fadhel Jaïbi